# Ziro
Pour les articles homonymes, voir Ziro (homonymie).
Le Ziro est une des 45 provinces du Burkina Faso, il est situé dans la région du Centre-Ouest.

## Départements

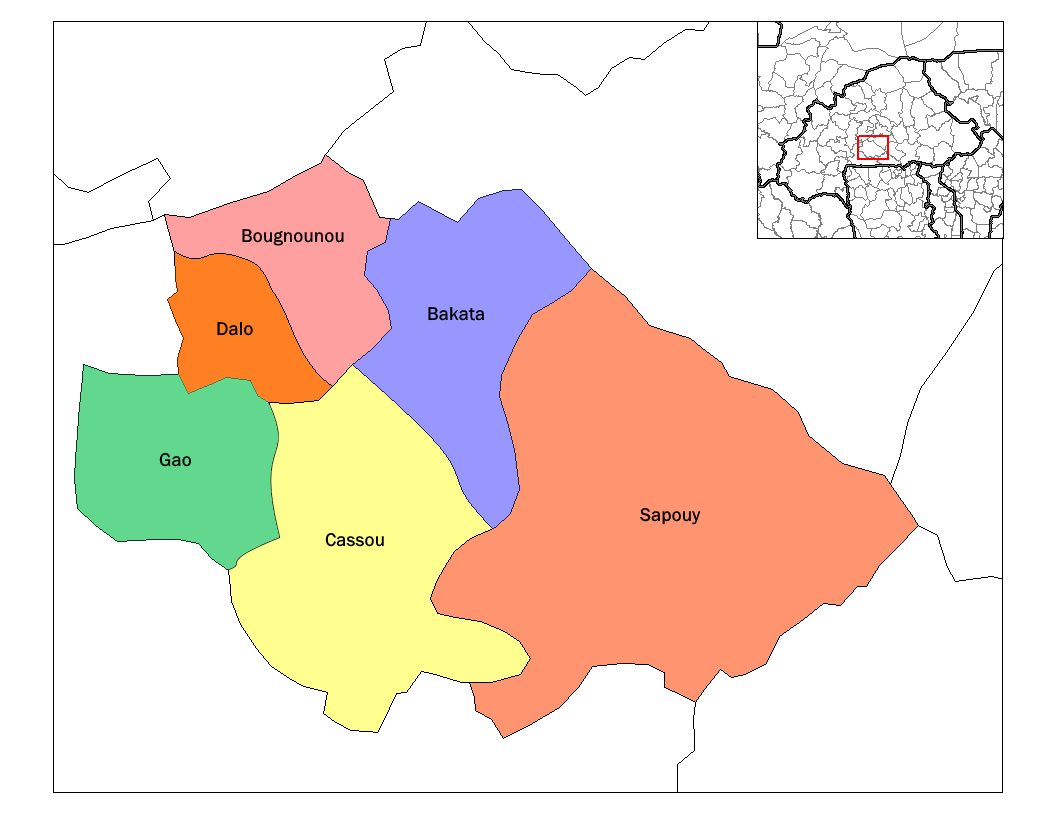
Localisation des départements de la province du Ziro.

La province du Ziro comprend 6 départements:
- Bakata,
- Bougnounou,
- Cassou,
- Dalo,
- Gao,
- Sapouy.

## Démographie
- 162 534habitants en 1997
- 175 607 habitants en 2006
- Chef-lieu : Sapouy.